# Godfrid Wessely
Godfrid Wessely (* 13. Jänner 1934 in Groß-Inzersdorf) ist ein österreichischer Geologe.

## Leben
Wessely besuchte die Mittelschule in Zwettl und Krems an der Donau und wurde 1959 an der Universität Wien promoviert über die Geologie der Hainburger Berge. Danach war er auswärtiges Mitglied der Geologischen Bundesanstalt und mit Kartierungsaufgaben beauftragt. Ab 1959 war er Explorationsgeologe bei der Österreichischen Mineralölverwaltung (ÖMV), wo er 1985 Chefgeologe wurde. Dabei beaufsichtigte er Tiefbohrungen, z. B. zur Erkundung des Kalkalpen-Untergrundes im Wiener Becken, die die Voraussetzung für die Ausbeutung der dort vorhandenen Öl- und Gasfelder waren, aber auch neue geologische Erkenntnisse zum Alpenaufbau, der Molassezone und des Wiener Beckens lieferten.
Er ist seit 1959 verheiratet und hat vier Kinder.

## Auszeichnungen
- 1989 Haidinger-Medaille der GBA[4]
- 2004 Berufstitel Professor
- 2006 Eduard-Sueß-Gedenkmünze der Österreichischen Geologischen Gesellschaft, deren Ehrenmitglied er ist.[5]
- 2007 Wissenschaftspreis des Landes Niederösterreich[3]
- 2024 Goldenes Ehrenzeichen für Verdienste um das Bundesland Niederösterreich

## Schriften
- Geologie der Hainburger Berge. In: Jahrbuch der Geologischen Bundesanstalt. Band 104, 1961, S. 273–349 (zobodat.at [PDF]).
- Geologie von Niederösterreich. Wien 2006.